# Campor (Geger)
Campor is een bestuurslaag in het regentschap Bangkalan van de provincie Oost-Java, Indonesië. Campor telt 4002 inwoners (volkstelling 2010).